# Никарагуанские китайцы
Никарагуанские китайцы (упр. китайский: 尼加拉瓜华人; традиционный китайский: 尼加拉瓜華人; пиньинь: Níjiālāguā huá rén; исп. Sino-nicaraguenses) — никарагуанцы китайского происхождения, родившиеся в Никарагуа или приехавшие туда.
Китайцы впервые прибыли на карибское побережье Никарагуа во второй половине XIX века, и большинство из них поселились в таких городах, как Блуфилдс, Эль-Блафф, Лагуна-де-Перлас и Пуэрто-Кабесас.  Китайские иммигранты доминировали в торговле основных прибрежных городов на карибском побережье до 1879 года. Затем, в конце XIX века, они начали мигрировать в тихоокеанские низменности страны.

## История
Считалось, что китайцы прибыли в Никарагуа в конце XIX века, большинство из которых прибыли из китайской провинции Гуандун. Это предположение оставалось необоснованным, пока вторая перепись (в 1920 году) не показала, что в Никарагуа проживало 400 граждан китайской национальности. Согласно документам, население Пуэрто-Кабесас в 1925 году состояло не только из мискито, но и из общин ямайцев, немцев и китайцев. Кроме того, община китайских иммигрантов в Блуфилдсе считалась крупнейшей в Центральной Америке. Первый китайский консул прибыл в Никарагуа в 1930 году.
Многие китайцы в Никарагуа посвятили себя торговле и открыли бизнес.  Они также занимались кондитерской, мыльной и швейной промышленности. Они доминировали в торговле основных прибрежных городов на побережье Карибского моря до 1979 года.
Хотя информация о том, когда китайцы впервые прибыли в Никарагуа, скудна, Фернандо Сентено Чионг, никарагуанский историк, журналист и профессор университета китайского происхождения, опубликовал статью в La Prensa о давнем присутствии китайцев. Чионг писал, что существуют некоторые источники, в которых говорится, что китайцы впервые прибыли в Никарагуа в середине XIX века, особенно во время Калифорнийской золотой лихорадки, когда люди со всего мира отправлялись в Калифорнию, чтобы добывать золото, десятки тысяч из них путешествовали на пароходах, которыми управляла Accessory Transit Company, директором которой был коммодор Корнелиус Вандербильт. Курс пароходов проходил вверх по реке Сан-Хуан, месту, которое было предложено для Никарагуанского канала, Чионг писал:
«...Возможно, что среди тысяч пассажиров, совершивших этот перелет, были граждане Китая, которые остались в Никарагуа, привлеченные природной красотой и гостеприимством страны, которая продолжает сохранять те же самые черты по отношению к иммигрантам разных национальностей, уже сделавшим Никарагуа своей второй родиной».

—  Фернандо Сентено Чионг